# Mária Lebstück

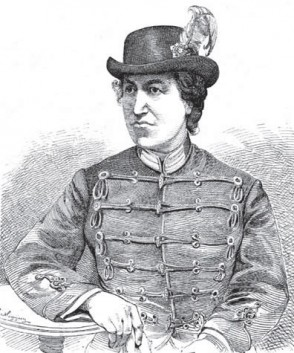
Mária Lebstück, um 1848

Mária Lebstück (* 15. August 1830 in Agram (heute Zagreb) in Kroatien; † 30. Mai 1892 in Neupest (heute zu Budapest) in Ungarn) war Offizierin und Freiheitskämpferin in Ungarn. Basierend auf ihrer Lebensgeschichte komponierte Jenő Huszka die Operette Leutnant Maria (Mária főhadnagy).
Maria wurde 1830 in Agram als Tochter von Michael Lebstück geboren, einem dort ansässigen Kaufmann deutscher Abstammung. Mit etwa 13 Jahren kam sie nach Wien, um bei ihrem Onkel aufzuwachsen. Bei Ausbruch der Revolution 1848 schloss sie sich unter dem Namen Karl als Mann verkleidet zunächst als Legionär den Juristen-Corps an. Später flüchtete sie nach Ungarn und trat zunächst der Deutschen Legion und danach den Tiroler Jägern bei, wo sie sich bei der Schlacht bei Kápolna einen Streifschuss am Kopf zuzog.
Aufgrund ihrer Tapferkeit im Kampf wurde sie zum Leutnant am Schlachtfelde ernannt und trat in die Österreichisch-Habsburgische-Kavallerie im 9. Husaren-Regiment ein. Wegen ihrer besonderen Leistungen bei einem Pulvertransport von Scotnok nach Komorn wurde sie zum Oberleutnant befördert.
Zwischenzeitlich konnte Maria heimlich heiraten und wurde schwanger. Als man aufgrund der Schwangerschaft merkte, dass Oberleutnant Karl eine Frau war, kam sie mit ihrem Mann in Kriegsgefangenschaft nach Arad, wo sie ihr Kind Paul Jonak zur Welt brachte. Ihr Mann wurde zu 20 Jahren Festungshaft verurteilt, wo er gestorben ist. Maria wurde nach Kroatien ausgewiesen. Nach etwa drei Jahren kehrte sie nach Ungarn zurück, wo sie ihren zweiten Mann, den Leutnant und Freiheitskämpfer Julius Pasche, heiratete.
Nach dem Tod ihres zweiten Mannes zog Maria mit ihrem Sohn Paul nach Budapest, wo er als Schildermaler und Anstreichermeister arbeitete. Dort starb sie am 30. Mai 1892.